# Sibila de Jerusalém
Sibila (c. 1159 – 25 de julho de 1190) foi rainha de Jerusalém de 1186 a 1190. Ela reinou ao lado de seu marido, Guido de Lusignan, a quem era inabalavelmente dedicada, apesar de sua impopularidade entre os barões do Reino de Jerusalém.
Sibila era a filha mais velha do rei Amalrico e a única filha de Inês de Courtenay. Seu pai morreu em 1174, tornando-a herdeira presuntiva de seu irmão mais novo, o rei Balduíno IV. Quando ficou claro que Balduíno, então com 13 anos, havia contraído lepra, o casamento de Sibila tornou-se uma questão urgente. O regente, conde Raimundo III de Trípoli, organizou seu casamento com Guilherme de Monferrato no final de 1176, mas dentro de um ano Guilherme morreu, deixando-a grávida e na posse do Condado de Jafa e Ascalão.
Pouco depois de dar à luz um filho, Balduíno, Sibila passou a ser associada a seu irmão em atos públicos, sendo assim designada como a próxima na linha de sucessão ao trono. O segundo casamento de Sibila, com Guido de Lusignan, foi arranjado em 1180 por seu irmão. Provavelmente realizado para frustrar um golpe planejado por Raimundo, o casamento dividiu profundamente a nobreza. Em 1183, o rei Balduíno havia se tornado completamente incapacitado e desiludido com o caráter e a capacidade de Guido para liderar. Para evitar a ascensão de Guido ao trono, Balduíno coroou o filho de Sibila como co-rei e tentou separar Sibila de Guido, mas ela recusou.
O irmão de Sibila, Balduíno IV, morreu em 1185, tendo nomeado Raimundo para governar como regente para Balduíno V, em vez de Sibila ou Guido. O jovem rei morreu no ano seguinte e Sibila agiu rapidamente para reivindicar o trono contra as ambições de Raimundo. Ela concordou com a exigência de seus apoiadores de afastar Guido, sob a condição de que pudesse escolher seu próximo marido. Em sua coroação, em meados de setembro de 1186, ela surpreendeu seus apoiadores ao escolher Guido e coroá-lo pessoalmente. Saladino aproveitou a discórdia no reino para invadir em 1187, reduzindo o Reino de Jerusalém a uma única cidade, Tiro. Sibila visitou seu marido, que havia sido capturado na decisiva Batalha de Hattin, e conseguiu de Saladino sua libertação. Ela morreu, junto com suas filhas, devido a uma epidemia fora de Acre enquanto Guido a sitiava.